# خوسيه أنطونيو باريوس
خوسيه أنطونيو باريوس (بالإسبانية: José Antonio Barrios)‏ (21 مارس 1949 بسانتا كروث دي تينيريفه في إسبانيا - ) هو مدرب كرة قدم ولاعب كرة قدم إسباني في مركز الوسط. لعب مع نادي برشلونة ونادي غرناطة.

## وصلات خارجية
- خوسيه أنطونيو باريوس على موقع الاتحاد الدولي (مؤرشف)  (الإنجليزية)
- خوسيه أنطونيو باريوس على موقع قاعدة بيانات كرة القدم.إي يو (الإنجليزية)
- خوسيه أنطونيو باريوس على موقع أوليمبيديا (الإنجليزية)